# (55636) 2002 TX300
(55636) 2002 TX300 és un objecte del Cinturó de Kuiper descobert el 15 d'octubre de 2002 pel programa de detecció d'asteroides NEAT. L'objecte es classifica dintre dels cubewanos, objectes clasics del cinturó de Kuiper, i posseeix un diàmetre segons el mètode tèrmic d'entre 700 i 900 km.
(55636) 2002 TX300 segueix una òrbita molt similar a la de 2003 El61: altament inclinada (26°) i moderadament excèntrica (i=0.12), lluny de les pertorbacions de Neptú (periheli en 37AU), el que ho converteix en un objecte similar a altres cubewanos com 2002 UX25 i (55565) Aya, ja que segueixen òrbites similars.
La seva superfície segons les analisis de l'espectre visible en inflaroig indiquen una superfície formada principalment de gel i amb una baixa proporció de materials organics processats, aquesta manca de la capa irradiada suggereix una col·lisió recent.